# Prambachkirchen
Prambachkirchen est une commune autrichienne du district d'Eferding en Haute-Autriche.